# Mușchiul flexor superficial al degetelor

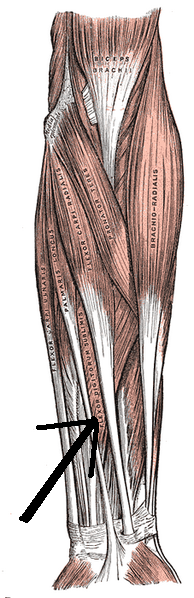
Mușchiul flexor superficial al degetelor (săgeata)

Mușchiul flexor superficial al degetelor (Musculus flexor digitorum superficialis) sau mușchiul flexor comun superficial al degetelor este un mușchi lung, fusiform, gros și lățit antero-posterior, situat între mușchiul palmar lung și mușchiul flexor ulnar al carpului, într-un plan mai profund. Formează singur planul al doilea al mușchilor anteriori ai antebrațului. Are două capete de origine: capătul humeroulnar cu originea pe epicondilului medial al humerusului și procesul coronoid al ulnei și capătul radial cu originea pe marginea anterioară a radiusului. Cele două capete se unesc pentru a forma un corp muscular. În partea distală a antebrațului, corpul muscular se împarte în patru tendoane. La mijlocul falangelor proximale fiecare tendon se bifurcă în două fâșii terminale care se inseră pe fața laterală și medială a falangei a II-a ale degetelor 2, 3, 4 și 5.  

## Inserții
Extremitatea superioară (proximală) este întinsă și are două capete de origine: unul humeroulnar și altul radial.
- Capul humeroulnar sau capul principal (Caput humeroulnare musculi flexoris digitorum superificialis), mai voluminos și lung,  are originea pe fața anterioară a epicondilului medial al humerusului (Epicondylus medialis humeri), de pe marginea medială a procesului coronoid al ulnei (Processus coronoideus ulnae), de pe ligamentul colateral ulnar (Ligamentum collaterale ulnare articulationis cubiti) și de pe septurile intermusculare adiacente.
- Capul radial sau capul accesor (Caput radiale musculi flexoris digitorum superficialis), mai mic și larg,  are originea pe marginea anterioară a radiusului în porțiunea sa superioară, între tuberozitatea radiusului (Tuberositas radii) și inserția mușchiului rotund pronator (Musculus pronator teres).

Între aceste capete de origine se întinde o arcadă tendinoasă, pe sub care trec nervul median și artera ulnară. 
Cele două capete de origine se unesc pentru a forma un corp muscular lat, care este format dintr-un strat superficial destinat degetelor III și IV și dintr-un strat profund, ce conține fibre pentru degetele II și V.
În partea distală a antebrațului, corpul muscular se împarte în patru fascicule musculare, care se termină fiecare prin câte un tendon cilindric lung. Aceste patru tendoane trec separat pe sub retinaculul flexorilor prin canalul carpian (ocupând planul cel mai superficial) și ajung la palmă și apoi la degetele respective. 
La mijlocul falangelor proximale fiecare tendon se bifurcă în două fâșii sau bandelete terminale. Aceste fâșii se reunesc mai jos (unele fibre ale lor chiar se încrucișează) formând chiasma tendinoasă Camper (Chiasma tendinum digitorum manus) și delimitează astfel un orificiu (sau inel, butonieră) lung și oblic prin care trece tendonul respectiv al flexorului profund al degetelor.
Cele două fâșii terminale trec lateral și medial și se inseră pe fața laterală și medială ale părții mijlocii a falangei mijlocii (falanga a II-a) ale degetelor 2, 3, 4 și 5.  

## Raporturi

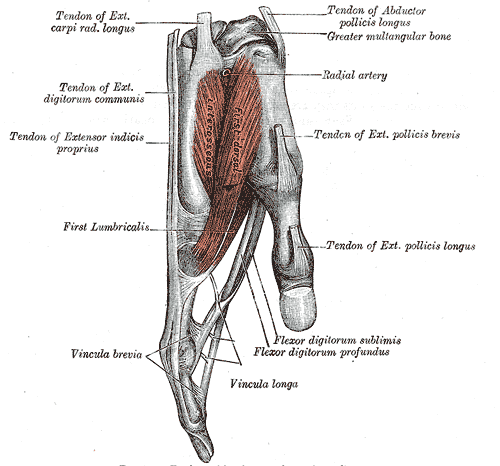
Tendoanele muşchilor flexori ai degetelor şi frâiele tendoanelor (vincula)

Secțiune transversală prin gâtul mâinii

La antebraț este acoperit de piele și cei patru mușchi superficiali (rotund pronator, flexor radial al carpului, palmar lung, flexor ulnar al carpului) ai feței anterioare a antebrațului din planul muscular superficial și acoperă mușchiul flexor profund al degetelor, de care este separat prin nervul median și artera ulnară.
La gâtul mâinii (articulația mâinii), tendoanele trec sub retinaculul flexorilor prin canalul osteofibros al carpului, numit canalul carpian, împreună cu nervul median și tendoanele mușchiului flexor profund al degetelor și al mușchiului flexor lung al policelui, care sunt situați mai profund. Alunecarea tendoanelor este facilitată de o teacă sinovială (vagina).
La palmă, tendoanele mușchiului flexor superficial al degetelor sunt acoperite de arcada arterială palmară superficială (Arcus palmaris superficialis), aponevroza palmară (Aponeurosis palmaris) superficială și piele și acoperă tendoanele mușchiului flexor profund al degetelor.
La degete tendoanele mușchiului flexor superficial al degetelor prezintă în dreptul falangei proximale câte un orificiu prin care pătrunde tendonul corespunzător al mușchiului flexor profund al degetelor, care astfel din posterior devine anterior, superficial și trece înaintea tendonului mușchiului flexor superficial al degetelor. Prin urmare, la nivelul falangelor medie și distală dispoziția tendoanelor este inversată: tendonul mușchiului flexor profund al degetelor este situat anterior (tendon perforant) iar tendonul mușchiului flexor superficial al degetelor, posterior (tendon perforat).  
La degete, tendoanele mușchiului flexor superficial al degetelor și al mușchiului flexor profund al degetelor trec prin câte un canal osteo-fibros, format de fața anterioară a falangelor și de câte o lamă conjunctivă fibroasă recurbată ca un semicerc, inserată pe marginile fețelor anterioare ale falangelor, numită teaca fibroasă a degetelor mâinii (Vaginae fibrosae digitorum manus). În acestă teacă, tendonul mușchiului flexor superficial își pierde profilul cilindric devenind pe fața posterioară concav transversal, ca un jgheab în care stă tendonul mușchiului flexor profund al degetelor. În tecile fibroase, tendoanele mușchiului flexor superficial alunecă liber, având o excursie mare, amplă. La fiecare deget se formează deci câte o teacă osteofibroasă pentru tendoanele respective, unde acestea sunt fixate pe fața anterioară (palmară) a falangei prin formațiuni conjunctive laxe, purtătoare de vase nutritive, numite mezotendoane. La degete mezotendoanele se numesc frâie ale tendoanelor (Vincula tendinum) și pot fi lungi (Vinculum longum) sau scurte (Vinculum breve).

## Acțiune
Este flexor al falangei a II-a (falanga medie) pe falanga I (falanga proximală) a degetelor II-V și, indirect (fiind mușchi multiarticular), flectează degetele pe palmă, mâna pe antebraț și  antebrațul pe braț. 
Este un slab adductor al mâinii și al degetelor (apropie degetele depărtate)

## Inervația
Inervația este asigurată de ramuri care provin din nervul median (neuromer C7—C8 și Th1).

## Vascularizația
Vascularizația este asigurată de artera ulnară (Arteria ulnaris), artera radială (Arteria radialis) și artera recurentă ulnară (Arteria recurrens ulnaris).